# Bedd-y-brenin
Der Cairn von Bedd-y-brenin (walisisch bedd = Grab und brenin = König; deutsch „Königsgrab“) in Arthog, nordöstlich von Fairbourne bei Barmouth in Gwynedd in Wales wurde erheblich gestört, aber die Steinkiste ist erhalten. Der Name Bedd y Brenin kann eine volkstümliche Erinnerung an die frühere Bedeutung des Ortes darstellen.
Der bis zu 1,2 m hohe und fast runde (etwa 18,0 auf 19,5 m) Cairn, der wahrscheinlich aus der Bronzezeit stammt (2300–800 v. Chr.), liegt auf einem Sattel zwischen den Bergen Pen-y-garn und Craig Cwm-llwyd im Wald. Er wird von einer relativ neuen Feldmauer durchquert. Der Cairn wurde 1851 ausgegraben, dabei wurde eine etwa 0,9 × 0,7 m messende, 0,5 m tiefe Steinkiste aufgedeckt. Sie enthielt menschliche Knochenfragmente und war von einem 2,0 × 0,9 m großen Deckstein bedeckt. 1851 wurden noch Hirtenhütten um die Basis des Cairns gefunden. 
Das Monument ist von nationaler Bedeutung. Dies ist Teil eines Clusters von Denkmälern und seine Bedeutung wird durch seine Lage in der Gruppe noch verstärkt.
In der Nähe stehen die Menhire von Arthog und liegt die Steinreihe Bryn Seward.